# Anomotodon
Az Anomotodon a porcos halak (Chondrichthyes) osztályának heringcápa-alakúak (Lamniformes) rendjébe, ezen belül a szellemcápafélék (Mitsukurinidae) családjába tartozó fosszilis nem.

## Tudnivalók
Az Anomotodon a ma is élő fura megjelenésű koboldcápára (Mitsukurina owstoni) egyik fosszilis rokona, amely a kora kréta kortól egészen az eocén végéig, talán az oligocén elejéig maradt fent. Maradványait világszerte megtalálták, tehát nagy előfordulási területtel rendelkezett. Eddig a 11 felfedezett fajból a következő négyet írták le: A. novus, A. plicatus, A. principalis és A. multidenticula.

## Rendszerezés
A nembe eddig 11 fosszilis faj tartozik:
- Anomotodon cravenensis
- Anomotodon genaulti
- Anomotodon hermani
- Anomotodon kozlovi
- Anomotodon laevis
- Anomotodon multidenticulata
- Anomotodon novus
- Anomotodon plicatus
- Anomotodon principialis
- Anomotodon sheppeyensis
- Anomotodon toddi

## Fordítás
- Ez a szócikk részben vagy egészben  az   Anomotodon című angol Wikipédia-szócikk ezen változatának fordításán alapul.  Az eredeti cikk szerkesztőit annak laptörténete sorolja fel. Ez a jelzés csupán a megfogalmazás eredetét és a szerzői jogokat jelzi, nem szolgál a cikkben szereplő információk forrásmegjelöléseként.